# 外海良基
外海 良基（とのがい よしき、3月14日 - ）は、日本の漫画家、イラストレーター。滋賀県出身。

## 経歴・人物
2005年に「鬼組」で第5回スクウェア・エニックスマンガ大賞の特別大賞を受賞し、同作品でデビュー。『月刊少年ガンガン』2005年9月号に読み切り「シャッフル」掲載の後、2006年3月号より11月号まで「ひぐらしのなく頃に 暇潰し編」を連載した。初連載である「暇潰し編」第1話の原稿作成に苦労し急遽、藤木俊に手伝ってもらった事がある。
大久保篤の元アシスタントで、コミックス巻末のあとがきに自画像と同じ顔を持つ人物が登場している他、増刊『フレッシュガンガン』2008年春号に「ソウルイーター」アニメ化記念メッセージを掲載している。

## 作品リスト

### 連載
- ひぐらしのなく頃に 暇潰し編（『月刊少年ガンガン』2006年2月号 - 11月号、コミックス全2巻）
- Doubt（『月刊少年ガンガン』2007年8月号 - 2009年3月号、コミックス全4巻）
- JUDGE（『月刊少年ガンガン』2010年2月号 - 2012年9月号、コミックス全6巻）
- Secret（『月刊少年ガンガン』2013年11月号 - 2015年3月号、コミックス全3巻）
- 生きてますか? 本田くん（『月刊少年ガンガン』2016年8月号 - 2018年3月号、コミックス全3巻）

### 読切
- 鬼組（『月刊少年ガンガン』2005年2月号）
- シャッフル（『月刊少年ガンガン』2005年9月号）

### 挿絵
- 消えた少女の記憶（『ひぐらしのなく頃に 語咄し編』、著：スガキヒロカ）
- 百年目の病（『ひぐらしのなく頃に 語咄し編2』、著：殻半ひよこ）
- 肝試し編（『ひぐらしのなく頃に 語咄し編3』、著：たちゃ）

### その他
- 私がモテないのはどう考えてもお前らが悪い!（テレビアニメ第9話エンドカードイラスト）

## 師匠
- 大久保篤